# Truus Pannekoek-van Bemmel
Geetruida Truus Pannekoek-van Bemmel (* 28. August 1887 in Utrecht; † 26. Oktober 1975 in Den Haag) war eine niederländische Malerin von Stillleben und Porträts.

## Leben und Werk
Truus van Bemmel wurde am 28. August 1887 in Utrecht geboren. Sie studierte an der Vrije Academie in Den Haag. Es gibt nur wenige Informationen über ihr Leben. Sie zog von Utrecht nach Den Haag und arbeitete auch dort. Sie heiratete am 18. Oktober 1916 J.C. Pannekoek. Nach der Hochzeit signierte sie ihre Werke mit „Pannekoek-van Bemmel“. Truus Pannekoek-van Bemmel gehörte der Schilderessenvereniging ODIS an. Sie nahm 1935 und 1939 an den Ausstellungen von ODIS teil, 1939 an der Ausstellung Onze kunst van heden und 1941 an schilderessen van stillevens.
Truus Pannekoek-van Bemmel starb am 26. Oktober 1975 in Den Haag.